# Ruth (hoorspel)
Ruth is een hoorspel van Willem G. van Maanen. De AVRO zond het uit op donderdag 31 januari 1974, van 21:30 uur tot 22:45 uur, met omlijstende muziek van Else van Epen-de Groot. De regisseur was Dick van Putten.

## Rolbezetting
- Fé Sciarone (Naomi)
- Frans Somers (Elimelech)
- Bob Verstraete (Machlon)
- Paul van der Lek (Chiljon)
- Petra Dumas (Ruth)
- Willy Brill (Orpa)
- Huib Orizand (Boaz)
- Maarten Kapteijn (Benjamin)
- Tine Medema (een vrouw)

## Inhoud
Dit hoorspel is gebaseerd op het gelijknamige Bijbelverhaal. In sobere dialogen en in korte scènes volgt de auteur het verhaal op de voet rond de hoofdfiguren van het arme meisje Ruth, dat met haar moeder Naomi aren lezend op het veld van de landbouwer Boaz door hem wordt opgemerkt. Hij huwt haar. “Toen nam Boaz Ruth en zij werd hem tot vrouw en hij ging tot haar in. En de Here schonk zwangerschap en zij baarde een zoon. En Naomi nam het kind en legde het op haar schoot en zij werd zijn verzorgster. En de buurvrouwen gaven het een naam, zeggende: aan Naomi is een zoon geboren. En zij noemden hem Obed. Deze is de vader van Isaï, de vader van David.”